# Copa de las Naciones UCI sub-23
La Copa de las Naciones UCI sub-23 es una competición ciclista que agrupa a las mejores carreras profesionales de formación, limitada a corredores menores de 23 años. Fue creada en el 2007 por parte de la UCI, cuando se empezó a regular oficialmente las carreras profesionales con limitación de edad, para potenciar algunas de ellas.
Paralelamente las carreras adheridas a esta competición también puntúan para los Circuitos Continentales UCI teniendo la consideración de carreras de categoría .2 (última categoría del profesionalismo), aunque con la indicación de ".Ncup" para indicar tal circunstancia (el resto que tienen limitación a corredores sub-23 se indican con una "U" al final de la categoría) mediante su puntuación propia, mientras que para esta competición solo se puntúa por países con un baremo propio de puntuación.
Se disputa por selecciones, pudiendo participar tanto selecciones nacionales como mixtas (con un mínimo de 4 y un máximo de 6 corredores). Las selecciones mixtas, pueden ser completamente de un solo país.

## Carreras
| Carrera (denominación de la misma cuando ha estado en la categoría .Ncup) | Años como .Ncup | Categoría UCI (desde el 2007) |
| ------------------------------------------------------------------------- | --------------- | ----------------------------- |
| Lieja-Bastoña-Lieja sub-23                                                | 2007            | 1.Ncup/1.2U                   |
| Coupe des Nations Ville Saguenay                                          | 2008-2013       | 2.Ncup/2.2                    |
| Tour de l'Espoir                                                          | 2018-           | 2.Ncup                        |
| Grote Prijs Arjaan de Schipper                                            | 2019-           | 1.Ncup                        |
| Trofeo Almar                                                              | 2015-2016       | 1.Ncup                        |
| ZLM Tour                                                                  | 2008-2018       | 1.Ncup/2.Ncup                 |
| Gran Premio de Portugal/ Trofeo Ciudad de Guarda-G.P. Portugal            | 2007-2010       | 2.Ncup/2.2                    |
| Giro de las Regiones                                                      | 2007-2008, 2010 | 2.Ncup                        |
| Gran Premio Guillermo Tell                                                | 2007            | 2.Ncup/2.2                    |
| La Côte Picarde                                                           | 2007-2015       | 2.Ncup/1.Ncup                 |
| Toscana-Terra di ciclismo-Coppa delle Nazioni                             | 2011-2012       | 2.Ncup                        |
| Campeonatos Continentales en Ruta sub-23                                  | 2012-2019       | CC                            |
| Gante-Wevelgem sub-23                                                     | 2016-           | 1.Ncup                        |
| Tour de Flandes sub-23                                                    | 2008-           | 1.2U/1.Ncup                   |
| Carrera de la Paz sub-23                                                  | 2015-           | 2.2U/2.Ncup                   |
| Orlen Nations Grand Prix                                                  | 2020            | 2.Ncup                        |
| L'Etoile d'Or                                                             | 2019-           | 2.Ncup                        |
| Tour del Porvenir                                                         | 2007-           | 2.Ncup                        |

- En amarillo carreras en activo que no se encuentran en la Copa de las Naciones UCI en la temporada 2019.
- En rosa carreras desaparecidas.
- En gris carreras activas hasta 2020

## Palmarés
| Edición | Ganador      | Segundo      | Tercero      |
| ------- | ------------ | ------------ | ------------ |
| 2007    | Eslovenia    | Francia      | Dinamarca    |
| 2008    | Portugal     | Italia       | Francia      |
| 2009    | Francia      | Alemania     | Dinamarca    |
| 2010    | Eslovenia    | Países Bajos | Francia      |
| 2011    | Francia      | Italia       | Dinamarca    |
| 2012    | Francia      | Bélgica      | Italia       |
| 2013    | Francia      | Reino Unido  | Países Bajos |
| 2014    | Bélgica      | Francia      | Rusia        |
| 2015    | Italia       | Noruega      | Dinamarca    |
| 2016    | Francia      | Noruega      | Italia       |
| 2017    | Dinamarca    | Bélgica      | Francia      |
| 2018    | Eslovenia    | Francia      | Italia       |
| 2019    | Noruega      | Italia       | Bélgica      |
| 2020    | Países Bajos | Suiza        | Noruega      |
| 2021    | Italia       | Países Bajos | Noruega      |
| 2022    | Bélgica      | Noruega      | Alemania     |
| 2023    | Italia       | Francia      | Portugal     |
| 2024    | Bandera de ? | Bandera de ? | Bandera de ? |

## Baremo de puntuación
En 2016, tras la creación del UCI World Ranking que recuperaba el antiguo Ranking UCI, hubo una completa reestructuración en los baremos de puntuación, otorgando más cantidad de puntos a los 10 primeros corredores en las categorías 1.2U, 2.2U, Ncup  y los 20 primeros en la carrera del Tour de l'Avenir, en especial, esta carrera tiene una categoría de puntos diferente a las otras. Actualmente, los puntos se reparten de la siguiente manera:
Para las carreras que puntua en los Circuitos Continentales UCI,se adopta sus normas específicas y en esas clasificaciones su baremo de puntos, de hecho las carreras de esta competición hasta el 30 de junio solo pueden invitar a aquellos países que estén entre en los primeros puestos de la clasificación por países sub-23 de esos rankings (desde el 1º del UCI Africa Tour hasta los 18 primeros del UCI Europe Tour; o en su caso selecciones mixtas). Sin embargo, para la clasificación de la Copa de las Naciones UCI, al ser solo clasificación por países, las carreras tienen diferente puntuación y además puntúa solo el primer corredor del país.

### Puntos a las clasificaciones finales
| Clasificaciones finales Circuitos Continentales | Clasificaciones finales Circuitos Continentales | Clasificaciones finales Circuitos Continentales | Clasificaciones finales Circuitos Continentales | Clasificaciones finales Circuitos Continentales | Clasificaciones finales Circuitos Continentales | Clasificaciones finales Circuitos Continentales |
| Pos.                                            | UCI ProSeries                                   | 1.1 2.1                                         | 1.2 2.2                                         | 1.2U 2.2U                                       | Ncup                                            | Ncup Tour de l'Avenir                           |
| ----------------------------------------------- | ----------------------------------------------- | ----------------------------------------------- | ----------------------------------------------- | ----------------------------------------------- | ----------------------------------------------- | ----------------------------------------------- |
| 1º                                              | 200                                             | 125                                             | 40                                              | 30                                              | 70                                              | 140                                             |
| 2º                                              | 150                                             | 85                                              | 30                                              | 25                                              | 55                                              | 110                                             |
| 3º                                              | 125                                             | 70                                              | 25                                              | 20                                              | 40                                              | 80                                              |
| 4º                                              | 100                                             | 60                                              | 20                                              | 15                                              | 30                                              | 60                                              |
| 5º                                              | 85                                              | 50                                              | 15                                              | 10                                              | 25                                              | 50                                              |
| 6º                                              | 70                                              | 40                                              | 10                                              | 5                                               | 20                                              | 40                                              |
| 7º                                              | 60                                              | 35                                              | 5                                               | 3                                               | 15                                              | 30                                              |
| 8º                                              | 50                                              | 30                                              | 3                                               | 1                                               | 10                                              | 20                                              |
| 9º                                              | 40                                              | 25                                              | 3                                               | 1                                               | 5                                               | 10                                              |
| 10º                                             | 35                                              | 20                                              | 3                                               | 1                                               | 3                                               | 6                                               |
| 11º                                             | 30                                              | 15                                              |                                                 |                                                 |                                                 | 3                                               |
| 12º                                             | 25                                              | 10                                              |                                                 |                                                 |                                                 | 3                                               |
| 13º                                             | 20                                              | 5                                               |                                                 |                                                 |                                                 | 3                                               |
| 14º                                             | 15                                              | 5                                               |                                                 |                                                 |                                                 | 3                                               |
| 15º                                             | 10                                              | 5                                               |                                                 |                                                 |                                                 | 3                                               |
| 16º                                             | 5                                               | 3                                               |                                                 |                                                 |                                                 | 1                                               |
| 17º                                             | 5                                               | 3                                               |                                                 |                                                 |                                                 | 1                                               |
| 18º                                             | 5                                               | 3                                               |                                                 |                                                 |                                                 | 1                                               |
| 19º                                             | 5                                               | 3                                               |                                                 |                                                 |                                                 | 1                                               |
| 20º                                             | 5                                               | 3                                               |                                                 |                                                 |                                                 | 1                                               |
| 21º                                             | 5                                               | 3                                               |                                                 |                                                 |                                                 |                                                 |
| 22º                                             | 5                                               | 3                                               |                                                 |                                                 |                                                 |                                                 |
| 23º                                             | 5                                               | 3                                               |                                                 |                                                 |                                                 |                                                 |
| 24º                                             | 5                                               | 3                                               |                                                 |                                                 |                                                 |                                                 |
| 25º                                             | 5                                               | 3                                               |                                                 |                                                 |                                                 |                                                 |
| 26º                                             | 5                                               |                                                 |                                                 |                                                 |                                                 |                                                 |
| 27º                                             | 5                                               |                                                 |                                                 |                                                 |                                                 |                                                 |
| 28º                                             | 5                                               |                                                 |                                                 |                                                 |                                                 |                                                 |
| 29º                                             | 5                                               |                                                 |                                                 |                                                 |                                                 |                                                 |
| 30º                                             | 5                                               |                                                 |                                                 |                                                 |                                                 |                                                 |
| 31º                                             | 3                                               |                                                 |                                                 |                                                 |                                                 |                                                 |
| 32º                                             | 3                                               |                                                 |                                                 |                                                 |                                                 |                                                 |
| 33º                                             | 3                                               |                                                 |                                                 |                                                 |                                                 |                                                 |
| 34º                                             | 3                                               |                                                 |                                                 |                                                 |                                                 |                                                 |
| 35º                                             | 3                                               |                                                 |                                                 |                                                 |                                                 |                                                 |
| 36º                                             | 3                                               |                                                 |                                                 |                                                 |                                                 |                                                 |
| 37º                                             | 3                                               |                                                 |                                                 |                                                 |                                                 |                                                 |
| 38º                                             | 3                                               |                                                 |                                                 |                                                 |                                                 |                                                 |
| 39º                                             | 3                                               |                                                 |                                                 |                                                 |                                                 |                                                 |
| 40º                                             | 3                                               |                                                 |                                                 |                                                 |                                                 |                                                 |

### Puntos por etapa
En las carreras de varias etapas, se otorgan puntos a los 3 primeros (excepto las carreras sub-23 que no pertenecen a la Copa de las Naciones) en cada una de ellas. Se otorga también el mismo puntaje a los prólogos y media etapa.
| Pos. | UCI ProSeries | 2.1 | 2.2 | 2.2U | 2.Ncup | Ncup Tour de l'Avenir |
| ---- | ------------- | --- | --- | ---- | ------ | --------------------- |
| 1º   | 20            | 14  | 7   | 5    | 12     | 15                    |
| 2º   | 10            | 5   | 3   | 1    | 8      | 9                     |
| 3º   | 5             | 3   | 1   |      | 4      | 5                     |

### Puntos al líder
En cada etapa se otorgan puntos al líder de la clasificación general.
| Pos. | UCI ProSeries | 2.1 | 2.2 | 2.2U | 2.Ncup | Ncup Tour de l'Avenir |
| ---- | ------------- | --- | --- | ---- | ------ | --------------------- |
| 1º   | 5             | 3   | 1   | 1    | 1      | 2                     |